# NoÁr mozgalom

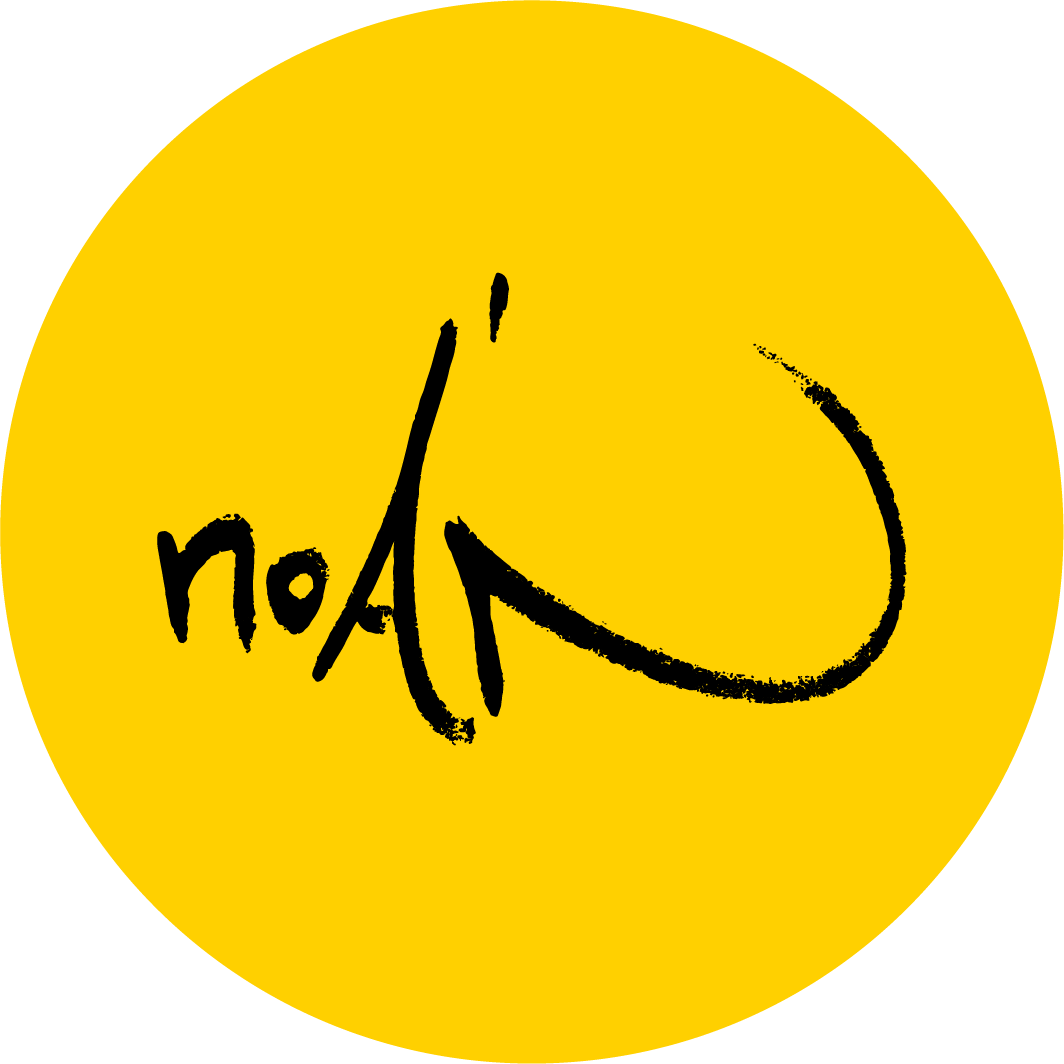
A noÁr mozgalom logója

A noÁr mozgalom egy magyar civil szervezet, amelynek célja, hogy mindenkinek legyen egy ügye. 2018-ban alapította Molnár Áron színművész. 12 ügy mentén dolgoznak, melyek közé többek között az oktatás, az egészségügy, a migráció, a klímavédelem és ökológia, a kultúra függetlensége és a rasszizmus elleni harc tartozik. A munkájuk során a párbeszéd, a tettek és a művészet különböző ötvözeteit használják.
2022 márciusában megjelent a legújabb videóklipjük, a Tanítani akarunk!, melyben többek között szerepelt Nagy Ervin színművész, Szabó Győző színművész, Törley Kata, a Tanítanék Mozgalom alapítója, Balatoni József, Janklovics Péter, Kerekes József színművész, Szentesi Éva, Epres Attila, a Nemakarokbeleszólni, Ráskó Eszter.

## Ügyeik és videóklipjeik
A noÁr mozgalom 12 ügy mentén cselekszik, melyek mindegyikéhez videóklipet is készítettek.
- Migráció: Az első számuk az ÉBRESZTŐ[4] 2018 februárjából, amelyben elmagyarázzák mi a különbség a migráns, a bevándorló és a menekült között.[5]
- Oktatás: Két videóklip is készült, az első a TANULNI AKARUNK![6] 2018 áprilisában, mely a diákok szemszögéből nézi meg az oktatás összeomlását,[7] majd a TANÍTANI AKARUNK![2] 2022 márciusában, mely a pedagógusok irányából közelíti meg ugyanazt a helyzetet.[3]
- Rasszizmus: A FOGJUNK ÖSSZE! című szám[8] 2018 májusában Mohamed Fatimával közösen készült.[9]
- Hajléktalan emberek helyzete: 2018 decemberében a Levél a Mikuláshoz klipben[10] a hajléktalan emberek helyzetére és a politika hozzáállására hívja fel a figyelmet a mozgalom.[11]
- Klímavédelem és ökológia: A LEVEGŐT! című szám[12] 2019 novemberében jött létre, mely a korunk egyik legégetőbb problémájára hívja fel a figyelmet.[13]
- Kultúra függetlensége: Baróthy x beat: K-lo-val együttműködésben készült A kultúra nemzeti alap című szám[14] 2019 decemberében jelent meg.[15]
- Pandémia: A Covid19-pandémia idején a mozgalom fontosnak tartotta, hogy tisztelegjen azok a hétköznapi hősök előtt, akik az ország tartóoszlopai, alappillérei. Erről szól a Ti vagytok a Hősök![16][17]
- Gyermekbántalmazás: A Kék Vonal Gyermekkrízis Alapítvánnyal együttműködve készült a 116-111 című szám[18] 2020 júniusában, mely a Kék Vonal ingyenesen, 0-24 órában hívható telefonszámát népszerűsíti, amelyet előhívószám nélkül, anonim hívhatnak 24 éves korig a fiatalok vagy olyan felnőttek, akik gyermekek érdekében telefonálnak.[19]
- “Free SZFE”: A Színház- és Filmművészeti Egyetem egyetemfoglalása idején, 2020 szeptemberében készült a noÁr x SZFE klip,[20] melyben az egyetem szabadsága mellett állt ki a mozgalom.[21]
- Magyarság: 2021 márciusában FollowTheViolinnal közösen készült a Magyar klip,[22] mely a magyar indentitásról, a magyarság fogalmáról és annak a politikai színtérre kerüléséről szól.[23]
- Cselekvő polgárság: A 11. ügye a mozgalomnak a szabad választásról, a demokráciáról szól. A 2022 januárjában készült klip, a Milyen Áron?[24] a szavazatszámlálás fontosságára hívja fel a figyelmet.
- LMBTQ+: 2022 február 14-én, Valentin napon jelent meg az LOVEMBTQIA+[25] klip, melyben Falusi Mariann-nal közösen az LMBTQ+ közösség mellett állnak ki.[26]

## Alapértékeik
A noÁr mozgalom 5 alapérték mentén cselekszik, melyek az alábbiak:
- Szolidaritás: A legjobb tudásuk szerint és az erőjükhöz mérten segítséget nyújtanak a bajba jutott embereknek és közösségeknek.
- Felelősségvállalás: Magánszemélyként és szervezetként is felelősséggel tartoznak a közügyekért, a saját akcióikért és tevékenységeikért.
- Közérthetőség: Egyszerűen, hétköznapi nyelven, hitelesen fogalmaznak.
- Függetlenség: Nem engedik, hogy anyagi, hatalmi vagy bármilyen más szempontból befolyásolják munkájukat és működésüket.
- Bátorság: A félelem nem tiltott érzés, de igyekszenek felülemelkedni rajta és megvizsgálni az okát, majd átalakítani a félelmüket cselekvéssé.

## Díjaik, elismeréseik
2021-ben a szólásszabadságért küzdő dalszerzők legelismertebb nemzetközi díját, a Premio Tenco díjat ítélték oda Molnár Áronnak, a noÁr mozgalom alapítójának. Az 1970-es évek elején alapított A Premio Tenco a dalszerzésnek szentelt legjelentősebb fesztivál Európában. A korábban díjazott művészek között van – mások mellett – Tom Waits, Leonard Cohen, Laurie Anderson, Silvio Rodríguez, Gilberto Gil, Nick Cave, Fabrizio De Andrè, Bulat Okudžava, Mercedes Sosa vagy Sting.
2022 őszén a Music Hungary Szövetség a Music Hungary Inspiráció-díját ítélte oda a noÁr mozgalomnak. "A noÁr Mozgalom úgy állt a jogaikért kiálló pedagógusok mellé 2022 őszén, hogy aktivizmusa eszközeként professzionálisan és teljesen otthonosan használja a zenét. Szervezőmunkájuknak köszönhetően számos zenekar közvetít rajongóik felé fontos társadalmi ügyeket, a legnagyobb demonstrációkon fellépett többek között Péterfy Bori, a Kiscsillag, a Carson Coma, a Dope Calypso és sokan mások."